# جووانی کوستا (بازیکن فوتبال)
جووانی کوستا (به ایتالیایی: Giovanni Costa) دروازه‌بان فوتبال اهل ایتالیا و عضو باشگاه اسپزیا کالچو بود که از سال ۱۹۲۴ میلادی عضو تیم ملی فوتبال ایتالیا بوده و در ۱ بازی ملی حضور داشته‌است. او در بازی‌های ملی‌اش ۴ گل دریافت کرد.
جووانی کوستا آخرین بازی ملی خود را در سال ۱۹۲۴ میلادی انجام داد.